# Karol Spett
Karol Stanisław Spett (ur. 28 września 1899 w Pikulicach, zm. 14 stycznia 1970 w Krakowie) – polski lekarz psychiatra, profesor Akademii Medycznej w Krakowie.
Syn adwokata Jakuba Spetta (zm. 1939) i Amalii z domu Spett. Brat Kazimierz Spett (1920–1978) również był lekarzem. Bratem ciotecznym był Alfred Spett. Ukończył gimnazjum w Przemyślu, następnie studiował medycynę na Uniwersytecie Jagiellońskim i Uniwersytecie Lwowskim, dyplom doktora wszechnauk lekarskich otrzymał w 1927 roku. W latach 1927–1931 pracował w Szpitalu Powszechnym we Lwowie. W 1934 roku był podporucznikiem pospolitego ruszenia sanitarnym ze starszeństwem z 1 stycznia 1921 roku. Pozostawał wówczas w ewidencji Powiatowej Komendy Uzupełnień Lwów Miasto. Posiadał przydział do Kadry Zapasowej 10 Szpitala Okręgowego.
Podczas okupacji przebywał we Lwowie. Od 1945 roku związany z Kliniką Neurologiczno-Psychiatryczną UJ. W 1961 roku został profesorem nadzwyczajnym. Pochowany na cmentarzu Rakowickim (cmentarzu wojskowym przy ul. Prandoty, kw. LXXIX-3-33).

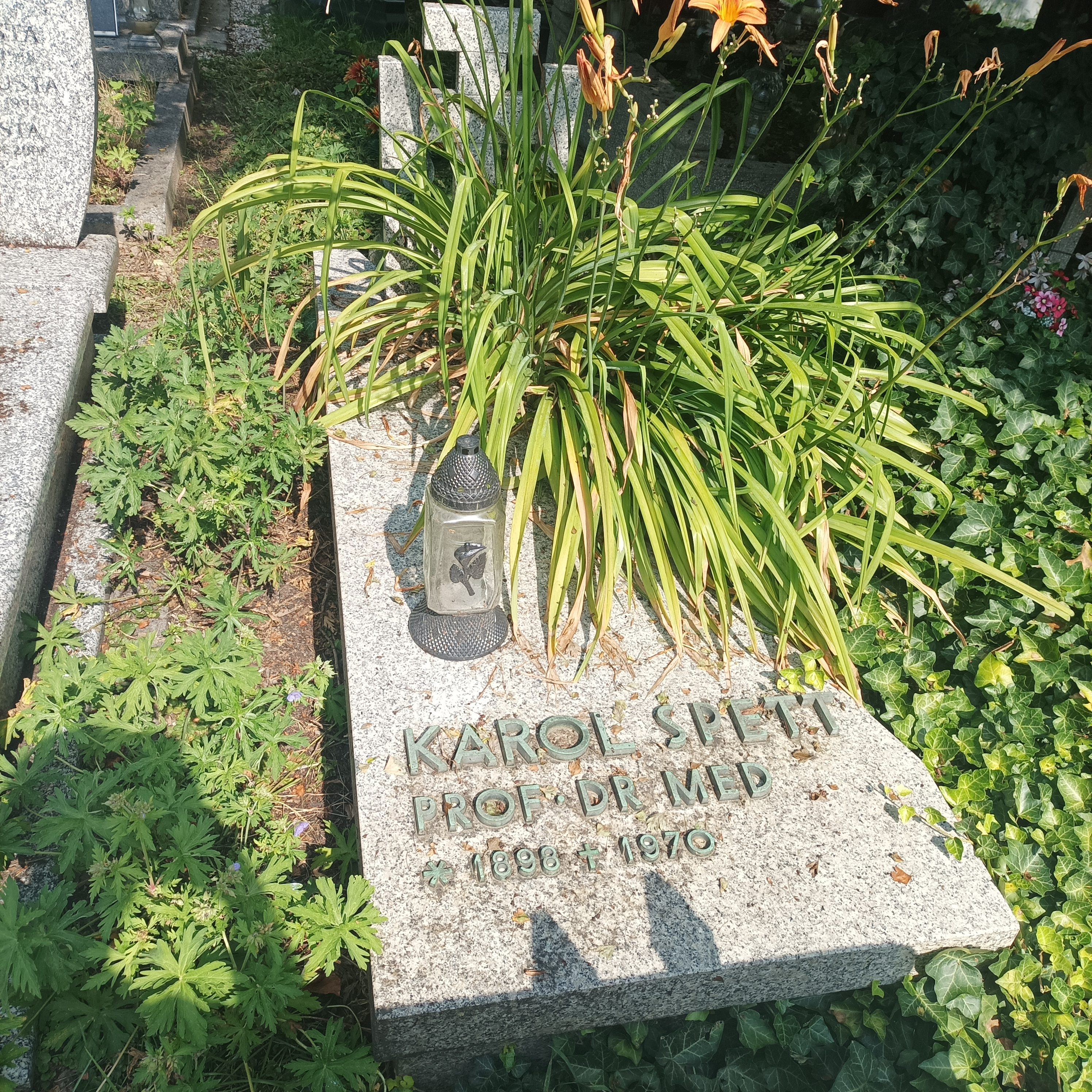
Grób prof. Karola Spetta na cmentarzu wojskowym przy ul. Prandoty w Krakowie